# Pirttisaari (ö i Norra Savolax, Kuopio, lat 62,85, long 27,55)
Pirttisaari är en ö i Finland. Den ligger i Kallavesi (norra delen) och i norra delen av sjön Kallavesi och i  kommunen Kuopio i den ekonomiska regionen  Kuopio ekonomiska region  och landskapet Norra Savolax, i den centrala delen av landet, 300 km norr om huvudstaden Helsingfors. Öns area är 1,6 hektar och dess största längd är 230 meter i sydväst-nordöstlig riktning.